# NavalPlan
NavalPlan xestión de producción naval es un proyecto/aplicación web open source de gestión de proyectos, desarrollado por la Fundación para o Fomento da Calidade Industrial e Desenvolvemento Tecnolóxico de Galicia, dependiente de la Consejería de Industria de la Junta de Galicia. Contó con la colaboración de ACLUNAGA  y la financiación del Ministerio de Industria, Turismo y Comercio y de la Junta de Galicia.
NavalPlan fue creado "para mejorar la gestión de la producción de las empresas del sector auxiliar naval gallego". Está diseñado para dar respuesta a las necesidades específicas de dichas empresas y la complejidad organizativa y de integración que presentan los procesos productivos del sector naval.
NavalPlan está escrito en Java y bajo licencia AGPL.

## Sistema de cómputo de soluciones a problemas de planificación
Dentro del marco global de NavalPlan y la gestión de la planificación, Igalia en colaboración con Wireless Galicia, desarrolló un proyecto que pretende resolver una serie de problemas comunes de planificación, cofinanciado por la Junta de Galicia, el Ministerio de Industria, Turismo y Comercio, y por la Unión Europea (Fondo Europeo de Desarrollo Regional). Asimismo, el proyecto formó parte del Plan Avanza.

## Características
NavalPlan es una herramienta que permite planificar, monitorizar, controlar y organizar
las tareas y proyectos de una organización. Dentro de cada grupo de procesos NavalPlan ofrece funcionalidades en tres ámbitos: planificación, monitorización y control.

### Planificación
A nivel de planificación, NavalPlan ofrece las siguientes funcionalidades:
- Gestión multiproyecto. Ofrece una visión global de la empresa con la posibilidad de visualizar todos los proyectos que comparten recursos de una misma organización.
- Asignación de recursos, con soporte de múltiples funciones de asignación por interpolación lineal polinómica. Se pueden crear grupos dinámicos según criterios. Los criterios son entidades del sistema que permiten clasificar los recursos (tanto humanos como máquinas) y tareas. Y existen 2 tipos de asignación: específica y genérica. La genérica es una asignación basada en criterios requeridos para realizar una tarea, y que deben ser satisfechos por los recursos que tienen capacidad de realizarla. La asignación específica consiste en asignar un recurso a una tarea concreta.
- Calendarios flexibles, con posibilidad de decisión entre varias estrategias de asignación de recursos: cálculo de horas, de recursos por día o cálculos de fecha de finalización sobre la base de variables.
- Selección de puntos de planificación a partir de los elementos que conforman un pedido. Un pedido (o proyecto) está formado por un árbol de elementos de nivel de profundidad indefinido. El árbol puede ser llevado a planificación en los nodos que desee el usuario de forma que se gestione la planificación en los niveles de árbol deseados.
- Asignación de tareas sobre la base de la capacitación de los recursos.
- Gestión de colas específica para recursos limitantes.

### Monitorización
A nivel de Monitorización, NavalPlan ofrece:
- Soporte de introducción de partes de hora de trabajo en las tareas de los proyectos, lo cual permite monitorizar el tiempo invertido.
- Permite la introducción de tipos de avances a las tareas, posibilitando la monitorización del estado de los proyectos.
- Dos vistas posibles: Vista global de empresa (o de múltiples proyectos) de resumen de desvíos y atrasos en la vista global de la empresa, y Vista de proyecto. En la vista global se puede visualizar los pedidos y contrastar el estado de los mismos, y administrarlos, además de visualizar la carga general de recursos de la empresa. La vista de proyecto permite visualizar la planificación, la carga de recursos, la asignación de recursos avanzada y la edición del pedido seleccionado, pues NavalPlan ofrece gráficos de uso de recursos.[6]
- Diagrama de Gantt de Work Breakdown Structure (EDT) configurable.
- Estructura de descomposición del recurso gráfico (RBS).

### Control
Para controlar la situación, NavalPlan posee las siguientes funcionalidades:
- Análisis y control de costes de los proyectos basado en informes de trabajo.
- Gestión global: Al gestionar toda la información de modo global para una organización o empresa, se puede llevar un control que da apoyo a la toma de decisiones estratégicas sobre la capacidad productiva de la empresa.
- Informes: Generación de informes de resultados.
- Indicadores de control de proyectos como la sobreasignación (sobrecarga) de recursos, cálculos de valor ganado o control de necesidades de materiales.
- Gestión de etiquetas y tipos de etiquetas para extracción de información filtrada. Dado que el sistema dispone de forma natural de elementos que etiquetan o caracterizan tareas y recursos, es posible utilizar filtrado de criterios o etiquetas, el cual permite consultar información categorizada o extraer informes específicos sobre la base de criterios o etiquetas.
- Calendarios: determinan las horas productivas disponibles de los diferentes recursos. El usuario puede crear calendarios generales de la empresa y obtener características para realizar calendarios más concretos, llegando hasta nivel de calendario por recurso o tarea.
- Pedido y elementos de pedido: Los trabajos solicitados por los clientes tienen su reflejo en NavalPlan en forma de pedido, que se estructura en elementos de pedido. El pedido con sus elementos conforman una estructura jerárquica en n niveles. Este árbol de elementos es sobre el que se trabaja a la hora de planificar trabajos.
- Avances: permite gestionar diversos tipos de avances. Un proyecto puede medirse en porcentaje de avance, sin embargo, puede medirse también en unidades, presupuesto acordado, etc. La persona que gestiona la planificación es responsable de decidir que tipo de avance es utilizado para contrastar avances a niveles superiores de proyecto.
- Partes: Son documentos de los trabajadores de las empresas que indican las horas trabajadas y las tareas asignadas a las horas de trabajo para cada trabajador. Con esta información, el sistema es capaz de calcular cuantas horas fueron consumidas de una tarea con respecto al total de horas presupuestadas, permitiendo contrastar los avances respecto al consumo de horas real.[6]

## Otras funciones
Aparte de las anteriores, cade destacar otras funcionalidades que distinguen al programa de aplicaciones similares:
- Integración con otras instancias de NavalPlan y de software ERP de terceros: NavalPlan importará información directamente de los programas ERP de las empresas para pedidos, recursos humanos, partes de trabajo y ciertos criterios.
- Gestión de versiones: La aplicación permitirá la gestión de diversas versiones de planificación y al mismo tiempo consultar la información de cada una de ellas.
- Gestión de históricos: NavalPlan no borra información, solo la invalida, por lo que es posible consultar mediante filtrados por datos e información antigua.
- Otras funcionalidades: materiales, formularios de calidad, plantillas de proyectos, planificación de escenarios, varias medidas de progreso de tarea...